# Station Tychy Żwaków
Station Tychy Żwaków is een spoorwegstation in de Poolse plaats Tychy.